# Aéroport de Kimmirut
L'aéroport de Kimmirut est un aéroport situé sur l'île de Baffin au Nunavut, au Canada.